# 정규 격자

정규 격자의 예시

정규 격자(영어: Regular grid)는 유클리드 공간을 합동인 평행육면체(벽돌 등)들로 테셀레이션한 것이다. 이와 반대되는 개념은 비정형 격자이다.
이러한 종류의 격자는 모눈종이에 나타나며, 유한요소해석, 유한체적법, 유한차분법 등에서 매개변수 공간의 이산화에 일반적으로 사용된다. 필드 변수의 미분은 유한 차분으로 편리하게 표현될 수 있으므로, 구조화된 격자는 주로 유한차분법에 나타난다. 비정형 격자는 구조화된 격자보다 더 많은 유연성을 제공하므로 유한요소법 및 유한체적법에서 매우 유용하다.
격자의 각 셀은 2차원에서는 인덱스 (i, j)로, 3차원에서는 (i, j, k)로 주소 지정할 수 있으며, 각 꼭짓점은 2D에서 {\displaystyle (i\cdot dx,j\cdot dy)}, 3D에서 {\displaystyle (i\cdot dx,j\cdot dy,k\cdot dz)}의 좌표를 가지며, dx, dy, dz는 격자 간격을 나타내는 실수이다.

## 관련 격자
직교 격자는 요소가 단위정사각형 또는 단위정육면체이고 꼭짓점이 정수 격자의 점인 특별한 경우이다.
직선 격자는 일반적으로 서로 합동이 아닌 직사각형 또는 직육면체(직육면체 평행육면체라고도 함)로 된 테셀레이션이다. 셀은 위에서와 같이 정수로 인덱싱될 수 있지만, 인덱스에서 꼭짓점 좌표로의 매핑은 정규 격자보다 덜 균일하다. 정규 격자가 아닌 직선 격자의 예는 로그 눈금 모눈종이에 나타난다.
기울어진 격자는 평행사변형 또는 평행육면체의 테셀레이션이다. (단위 길이가 모두 같으면 마름모 또는 능면체의 테셀레이션이다.)
곡선 격자 또는 구조화된 격자는 정규 격자와 동일한 조합 구조를 가진 격자로, 셀이 직사각형이나 직육면체가 아닌 사각형 또는 [일반] 입방체이다.
다양한 격자의 예시
- 3차원 직교 격자
- 3차원 직선 격자
- 2차원 곡선 격자
- 서로 다른 2차원 곡선 격자의 비곡선 조합
- 2차원 정삼각형 격자

## 같이 보기
- 데카르트 좌표계
- 정수 격자
- 비정형 격자
- 이산화